# Lola B12/60
Der Lola B12/60 war ein Le-Mans-Prototyp, den Lola Cars 2011 für den Einsatz bei Sportwagenrennen entwickelte.

## Entwicklungsgeschichte und Technik
Im Rahmen des 24-Stunden-Rennens von Le Mans 2007 präsentierte der damalige Lola-Eigentümer Martin Birrane den Lola B08/60, der in den folgenden Jahren von professionellen Rennteams in der European- und American Le Mans Series gemeldet und eingesetzt wurde. Dieses Rennwagenmodell war die Basis für den B12/60.
Sowohl das Fahrgestell als auch die Karosserie erhielten umfangreiche Neuerungen. Durch einen Liefervertrag mit der Toyota Motorsport GmbH in Köln kam Lola zu modernen Rennmotoren. Das 3,4-Liter-V8-Triebwerk war zwar 20 kg schwerer als der hubraumgleiche Motor des Toyota TS030 Hybrid, jedoch ähnlich kompakt und wartungsfreundlich.

## Renngeschichte

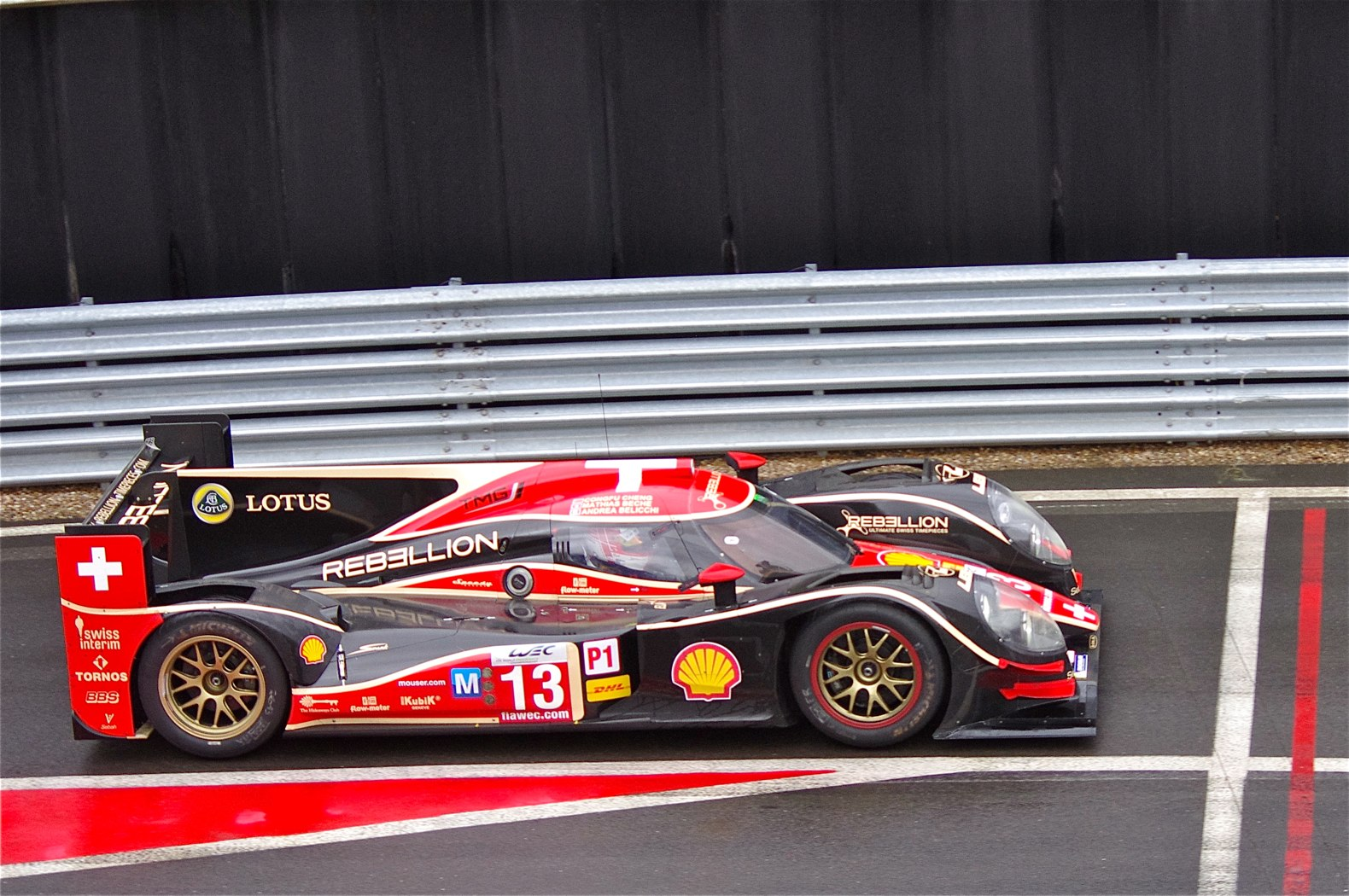
Rebellion-Lola B12/60 beim 6-Stunden-Rennen von Silverstone 2013

Sein Renndebüt gab der B12/60 beim 12-Stunden-Rennen von Sebring 2012, dem ersten Wertungslauf in der Geschichte der FIA-Langstrecken-Weltmeisterschaft. Rebellion Racing meldete zwei Wagen für die Fahrer Nicolas Prost/Neel Jani/Nick Heidfeld sowie Andrea Belicchi/Harold Primat/Jeroen Bleekemolen. Das dritte Fahrzeug war der Lola von Dyson Racing, den neben dem Teambesitzer Chris Dyson, Guy Smith und Steven Kane steuerten. Während die beiden Rebellion-Wagen alle Rennen der FIA-Langstrecken-Weltmeisterschaft 2012 fuhren, startete der Dyson-Lola die restliche Saison in der American Le Mans Series. Der beste B12/60 im Ziel war der Dyson-Wagen an der achten Stelle der Gesamtwertung.
In der Weltmeisterschaft war es schon zu Beginn des Jahres absehbar, dass Rebellion Racing gegen die Audi R18 e-tron quattro und die R18 Ultra sowie den Toyota TS030 Hybrid keine Chance auf den Gesamtsieg hatte. Der B12/60 war aber jeweils der bestplatzierte LMP1-Rennwagen hinter den Hybrid-Fahrzeugen von Audi und Toyota. Anders gelagert war die Konkurrenzsituation in der American Le Mans Series, wo Wagen mit zusätzlichem Elektromotor (Hybrid) nicht zugelassen waren. Chris Dyson und Guy Smith gewannen das 4-Stunden-Rennen von Road America, Neel Jani, Andrea Belicchi und Nicola Prost für Rebellion Racing das Petit Le Mans.
2013 gelangen in der Weltmeisterschaft Rebellion Racing zwei Podestplatzierungen durch die dritten Ränge beim 6-Stunden-Rennen von São Paulo (Prost/Jani/Heidfeld) und dem Abbruchrennen in Fuji (Belicchi/Beche). In der American Le Mans Series erwuchs dem Lola mit dem HPD ARX-03c von Muscle Milk Pickett Racing ernsthafte Konkurrenz. Nur beim Petit Le Mans blieb Rebellion mit dem B12/60 erfolgreich und wiederholte den Vorjahressieg. Den letzten Renneinsatz hatte der Wagen beim 6-Stunden-Rennen von Silverstone 2014, wo Prost, Beche und Heidfeld als Gesamtvierte ins Ziel kamen und die LMP1-L-Klasse gewannen.